# سبنثرسكوب

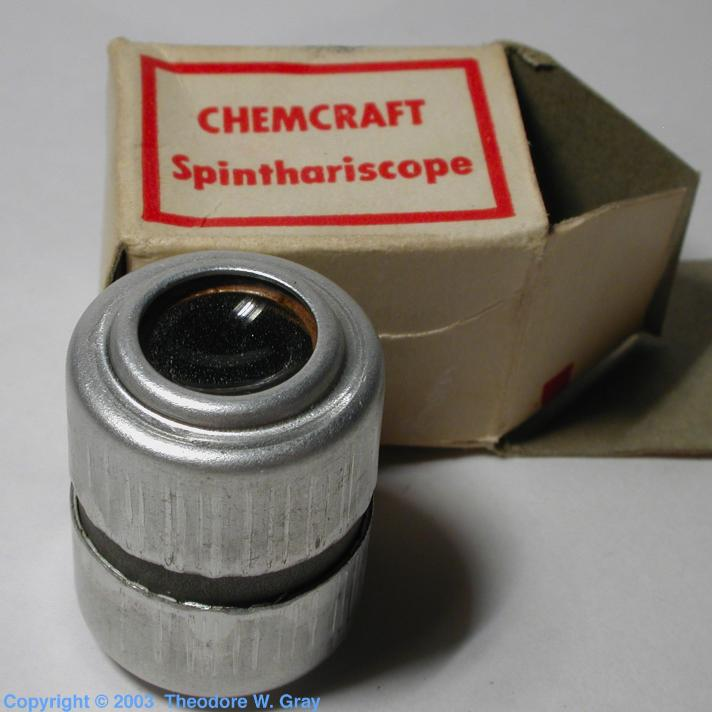
سبنثرسكوب لعبة من ألعاب مجموعة التجارب الكيميائية "الطاقة الذرية" للعلامة التجارية كيمكرافت في خمسينيات القرن الماضي.

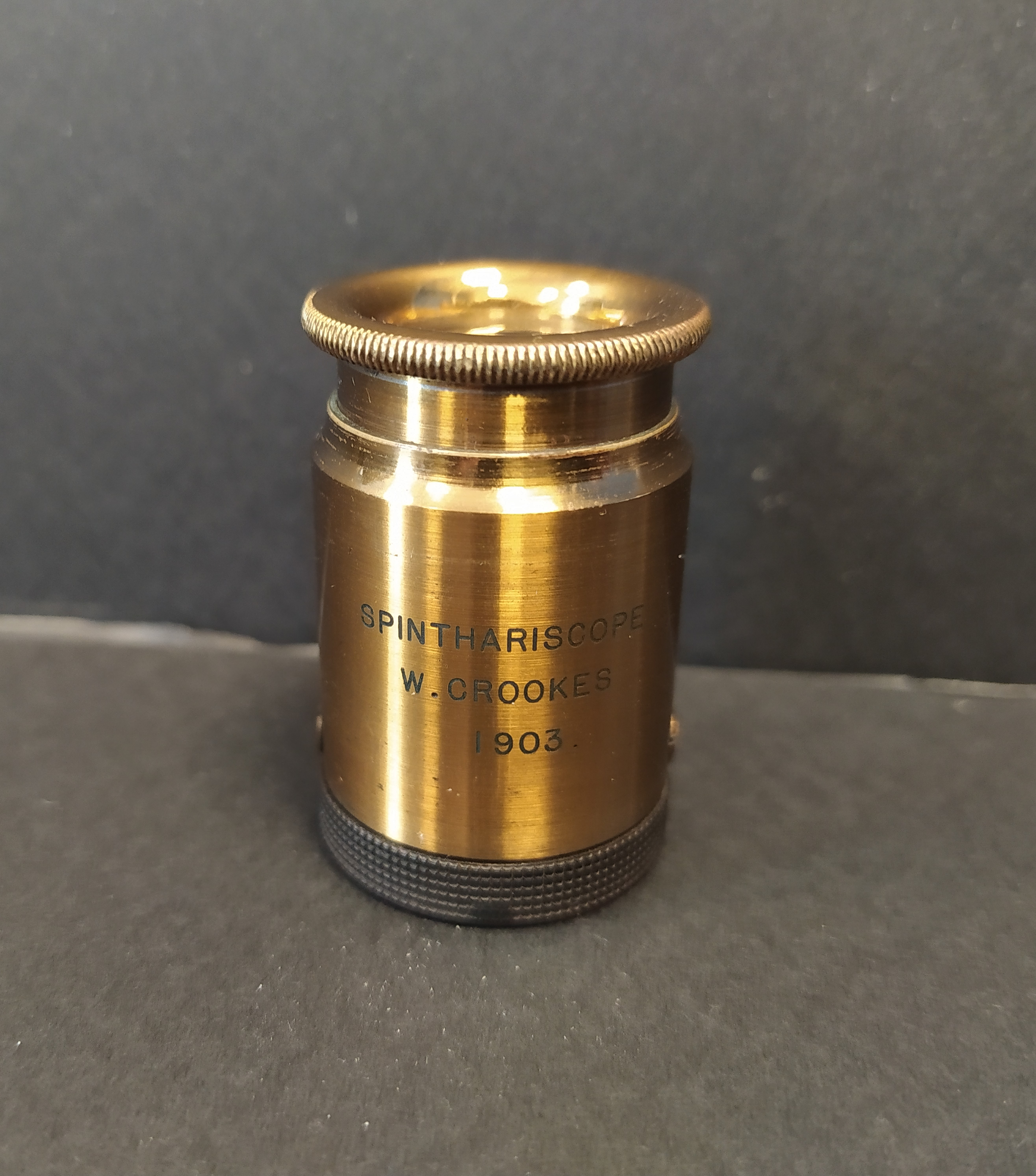
سبنثرسكوب من تصميم روبرت دروستن في بلجيكا عام 1905م. استُخدم في كلية الهندسة بجامعة مونس («بوليتيك مونس») في بداية القرن العشرين.

منظار نفيح الراديوم (سبينثرسكوب) هو جهاز لمراقبة التفكك النووي الفردي الناجم عن تفاعل الإشعاع المؤين مع الفوسفور (انظر التلألؤ الإشعاعي ) أو الوميض.

## الاختراع
اخترع ويليام كروكس منظار نفيح الراديوم في عام 1903م.   أثناء مراقبته الأضواء الفلورية المنتظمة ظاهريًا على شاشة كبريتيد الزنك الناتجة عن الانبعاثات المشعة (معظمها إشعاع ألفا ) لعينة من بروميد الراديوم، سكب كروكس كمية من العينة بالخطأ. ولندرتها الشديدة وتكلفتها، كان حريصًا على العثور عليها واستعادتها.  وبينما كان يفحص شاشة كبريتيد الزنك تحت المجهر، لاحظ ومضات منفصلة من الضوء ناتجة عن اصطدام جسيمات ألفا الفردية بالشاشة. أخذ كروكس اكتشافه خطوة إلى الأمام واخترع جهازًا مخصصًا لعرض هذه الومضات. كان يتألف من شاشة صغيرة مغطاة بكبريتيد الزنك مثبتة في نهاية الأنبوب، مع كمية صغيرة من ملح الراديوم معلقة على مسافة قصيرة من الشاشة وعدسة على الطرف الآخر من الأنبوب لعرض الشاشة. أطلق كروكس على الجهاز اسم منظار ال«شرارة» من اليونانية σπινθήρ (سبينثر).
كشف كروكس لأول مرة عن منظاره في اجتماع الجمعية الملكية ، لندن في 15 مايو 1903م. 

## ألعاب سبنثرسكوب
طُوِّرت العديد من الأجهزة الأكثر دقة لقياس الإشعاع في التجارب العلمية مما أزاح منظار نفيح الراديوم جانبًا. لكن المنظار عاد إلى الحياة - ولو بشكل متواضع- في منتصف القرن العشرين كلعبة تعليمية للأطفال.  في عام 1947م، قامت شركة حبوب الإفطار كيكس بعرض خاتم القنبلة الذرية Lone Ranger في مقابل علبة حبوب.    يمكن اليوم شراء سبنثرسكوب كأداة تعليمية، لكن تحوي معظم المناظير الحالية مادة الأميريسيوم أو الثوريوم .خلال هذه الألعاب، يمكن للمرء أن يرى العديد من ومضات الضوء الدائرية تنتشر بشكل عشوائي عبر الشاشة، مع مركز دقيق شديد السطوع محاط بدائرة انبعاث باهتة.

## في الثقافة الشعبية
- يلعب السبنثرسكوب دورًا محوريًا في كتاب سر الشبح الأزرق لمؤلفه ريك برانت.
- ذُكر السبنثرسكوب في الصفحة 1703 في كتيب برنهام السماوي لمؤلفه روبرت بيرنهام .

## روابط خارجية
- السبنثرسكوب الحديث
- عناصر الكهرباء: مناقشة عملية للقوانين الأساسية و ... روبرت أندروز ميليكان ، إدوين شيروود بيشوب، الجمعية التقنية الأمريكية